# Le Moulinet-sur-Solin
 Le Moulinet-sur-Solin  es una población y comuna francesa, situada en la región de Centro, departamento de Loiret, en el distrito de Montargis y cantón de Gien.

## Demografía
| 204                       | 241 | 238 | 238 | 252 | 264 | 244 | 275 | 274 | 279 | 291 | 330 | 335 | 351 | 317 | 342 | 364 | 379 | 367 | 343 | 336 | 316 | 253 | 259 | 235 | 218 | 195 | 167 | 147 | 116 | 104 | 120 | 143 | 140 |
| (Fuente: INSEE y Cassini) |     |     |     |     |     |     |     |     |     |     |     |     |     |     |     |     |     |     |     |     |     |     |     |     |     |     |     |     |     |     |     |     |     |